# 岐阜県道74号高山停車場線
岐阜県道74号高山停車場線（ぎふけんどう74ごう たかやまていしゃじょうせん）とは、岐阜県高山市のJR高山本線高山駅から国道158号に至る県道（主要地方道）である。

## 概要
岐阜県道74号高山停車場線は、高山駅東口の高山駅南交差点を起点とし、高山駅北交差点で東に折れて国分寺東交差点が終点。国分寺東交差点で国道158号と岐阜県道460号石浦陣屋下切線に接続する。

### 路線データ
- 起点：岐阜県高山市高山停車場（高山駅南交差点）
- 終点：岐阜県高山市総和町1丁目（国分寺東交差点＝国道158号・岐阜県道460号石浦陣屋下切線交点）
- 実延長：499m[1]

## 歴史
- 1993年（平成5年）5月11日 - 建設省から、県道高山停車場線が高山停車場線として主要地方道に指定される[2]。

## 路線状況

### 通称
- 国分寺通り（高山市）

### 重複区間
- 岐阜県道462号岩井高山停車場線（高山市昭和町・高山駅南交差点 - 高山市総和町・国分寺東交差点）

## 地理

### 通過する自治体
- 高山市

### 交差する道路
- 国道158号（岐阜県道462号岩井高山停車場線 重複）・岐阜県道460号石浦陣屋下切線（高山市総和町・国分寺東交差点、終点）

### 沿線にある施設など
- JR高山本線高山駅
- 飛騨高山ワシントンホテルプラザ
- 飛騨国分寺